# Essouvert
Essouvert ist eine französische Gemeinde mit 1.029 Einwohnern (Stand: 1. Januar 2022) im Département Charente-Maritime in der Region Nouvelle-Aquitaine (vor 2016: Poitou-Charentes); sie gehört zum Arrondissement Saint-Jean-d’Angély und zum Kanton Saint-Jean-d’Angély. Die Einwohner werden Essouvertois und Essouvertoises genannt.

## Geographie
Essouvert liegt etwa 50 Kilometer ostsüdöstlich von La Rochelle. Umgeben wird Essouvert von den Nachbargemeinden Courant im Nordwesten und Norden, Lozay im Norden, Loulay im Norden und Nordosten, Antezant-la-Chapelle im Osten, Courcelles im Südosten, Saint-Jean-d’Angély im Süden, La Vergne im Süden und Südwesten sowie Landes im Westen.
Durch die Gemeinde verläuft die Autoroute A10.

## Gliederung
| Ortsteil                               | ehemaliger INSEE-Code | Fläche (km²) | Einwohnerzahl zum 1. Januar 2022 |
| -------------------------------------- | --------------------- | ------------ | -------------------------------- |
| Saint-Denis-du-Pin (Verwaltungssitz)00 | 17277                 | 19,16        | 672                              |
| La Benâte                              | 17040                 | 11,07        | 357                              |

## Geschichte
Die Gemeinde entstand mit Wirkung vom 1. Januar 2016 als Commune nouvelle durch Zusammenlegung der bis dahin selbstständigen Gemeinden Saint-Denis-du-Pin und La Benâte, die fortan den Status von Communes déléguées besitzen. Der Verwaltungssitz befindet sich in Saint-Denis-du-Pin.

## Sehenswürdigkeiten
Siehe auch: Liste der Monuments historiques in Essouvert
- Kirche Saint-Denis in Saint-Denis-du-Pin
- Kirche Saint-Mathurin in La Benâte
- Garten Pomone

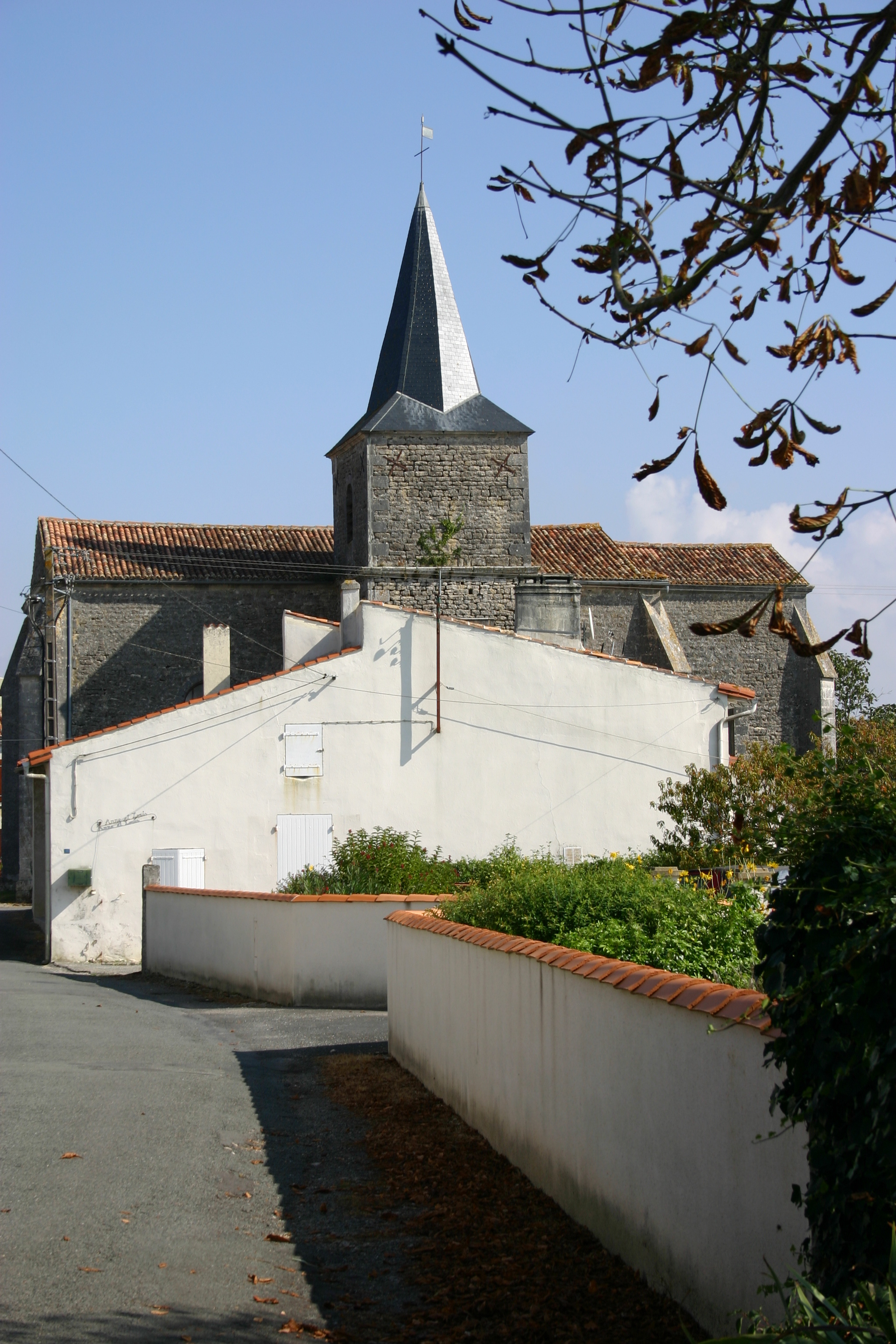
Kirche Saint-Mathurin
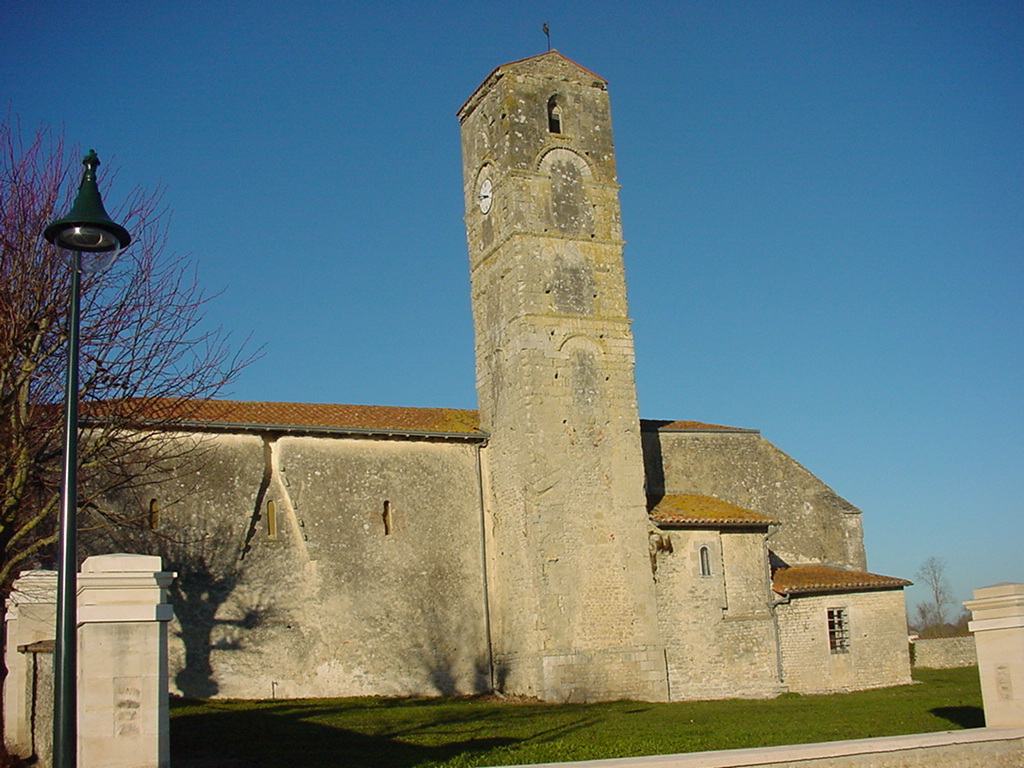
Kirche Saint-Denis